# Jostedalsbreen

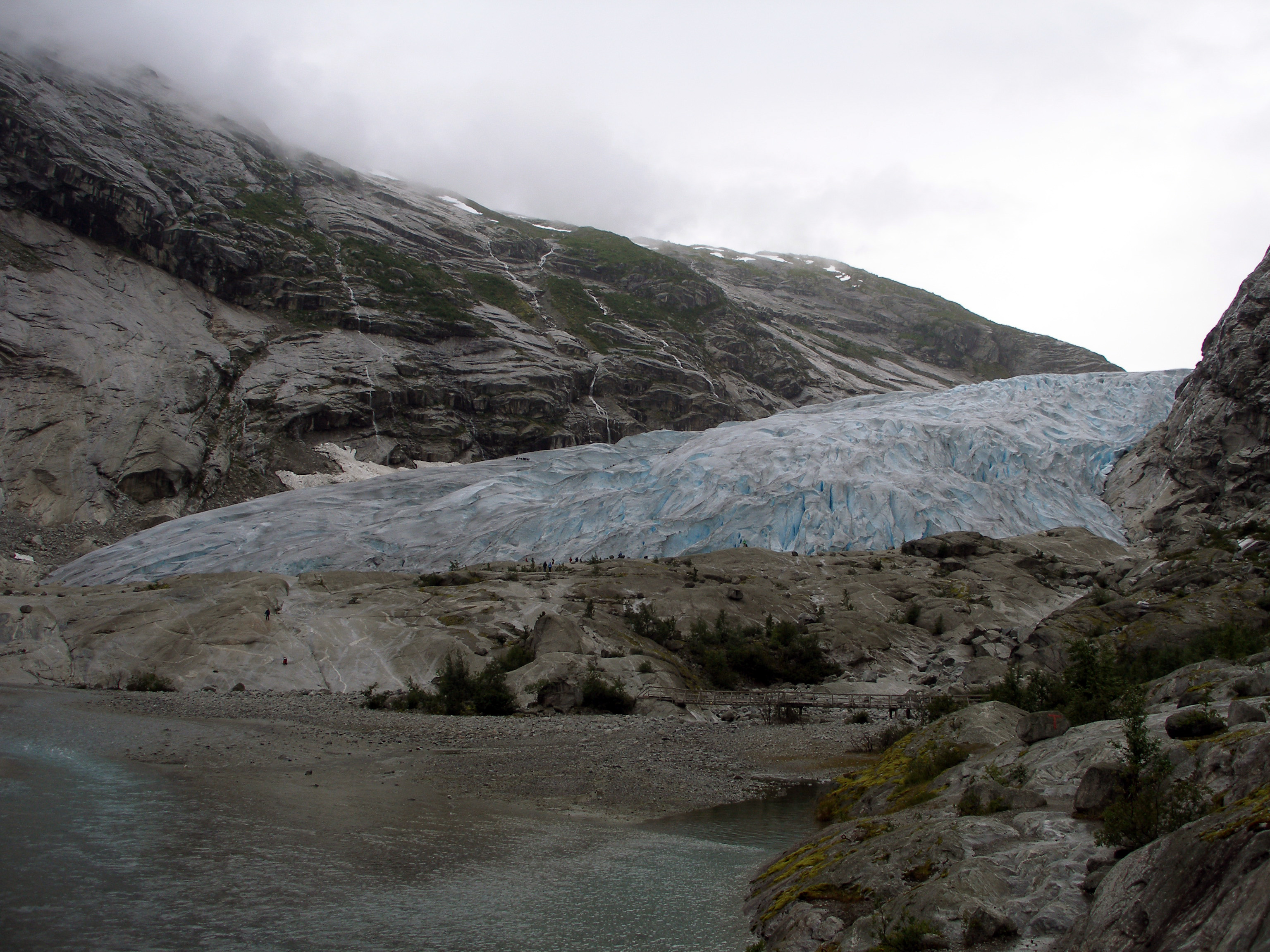
Nigardsbreen – lodowe ramię będące częścią lodowca Jostedalsbreen

Jostedalsbreen – największy lodowiec w kontynentalnej Europie. Leży w południowo-zachodniej części Norwegii, w okręgu Sogn og Fjordane, w obrębie czterech gmin: Luster, Balestrand, Jølster i Stryn. Najwyższym szczytem na lodowcu jest Lodalskåpa – nunatak mający wysokość 2083 m.
Ogólna powierzchnia lodowca Jostedal wynosi 487 km². Najwyższy punkt, Høgste Breakulen, sięga 1957 m n.p.m. Ramiona lodowca tworzy wiele dolin; jest ich ponad 50, w tym Bøyabreen i Nigardsbreen, obie położone na wysokości 300 m n.p.m. Miąższość Jostedalsbreen sięga w niektórych miejscach 600 m, długość – nieco ponad 60 km. Lodowiec jest objęty ochroną w ramach parku narodowego, założonego w 1991 roku.
Istnienie Jostedalsbreen, mimo niesprzyjających (dodatnich) temperatur, umożliwiają stałe i obfite opady śniegu. Jednak z tego powodu części lodowca leżące niżej są narażone na wysokie topnienie.
W 2006 roku jedno z ramion lodowca – Briksdalsbreen – w ciągu kilku miesięcy straciło 50 m lodu. Najnowsze badania dowodzą, że w tym samym roku lodowiec zmniejszył się tam aż o 146 m. Wobec tego istnieje niebezpieczeństwo oderwania się całego ramienia od trzonu lodowca. Dlatego też na Briksdalsbreen zakazano uprawiania wspinaczki lodowej.